# Lehmener Klosterberg
Lehmener Klosterberg ist die größte der vier Weinlagen in Lehmen an der Untermosel (Terrassenmosel). Der Name erinnert an einen ehemaligen Klosterbesitz (vermutlich Stift Simeon, Trier, das seit 1052 in Lehmen begütert war). Es handelt sich um eine flurbereinigte Lage auf lehmigem Schiefer- und Grauwackeverwitterungsboden (75 % steil, 25 % hängig). Die Gesamtfläche beträgt etwa zehn Hektar und wird komplett bewirtschaftet, davon fast drei Hektar bereits seit 1989 kontrolliert biologisch.
Die Hangneigung beträgt bis zu 70 %, in Richtung Ost-Südsüdost (80 bis 180 m ü. NHN).
Rebsorten sind Riesling, Müller-Thurgau, Weißburgunder, Grauburgunder, Chardonnay, Solaris, Phönix, Dornfelder, Spätburgunder, Regent und Rondo.